# Championnat du Bhoutan de football 2020
Navigation
Saison précédente Saison suivante
La saison 2020 du Championnat du Bhoutan de football est la neuvième édition du championnat national de première division au Bhoutan. 
Le format de la compétition change à compter de la saison 2019 pour passer à un championnat à dix équipes, s'affrontant en matchs aller-retour. Les six premiers de l'édition 2019 sont rejoints par les quatre premiers de la deuxième division (Super League) qui se déroule de février à mars 2020. 
Les trois derniers sont relégués en Super League 2021, comme ce championnat se déroule avant la Premier League 2021, ils peuvent donc en cas de qualification de nouveau participer à la prochaine édition de Premier League.

## Les clubs participants
- Clubs de Premier League 2019 : 
  - Transport United
  - Thimphu City FC
  - Paro FC
  - Ugyen Academy FC
- Promus de Super League 2020 :
  - High Quality United 1er de Super League 2020
  - Tensung FC 2e
  - Paro United FC 3e
  - Druk Star Football Club 4e

- Les clubs en italique ont participé à l'édition 2019 de Premier League.

- BFF Academy U-19 cinquième la saison passée déclare forfait, comme le sixième Druk United Football Club, le championnat passe donc à huit équipes.

## Compétition

### Classement
| Rang | Équipe                   | Pts | J  | G  | N | P  | Bp | Bc | Diff |
| ---- | ------------------------ | --- | -- | -- | - | -- | -- | -- | ---- |
| 1    | Thimphu City FC          | 37  | 14 | 12 | 1 | 1  | 44 | 17 | +27  |
| 2    | Ugyen Academy FC         | 34  | 14 | 11 | 1 | 2  | 28 | 15 | +13  |
| 3    | Paro FC T                | 27  | 14 | 9  | 0 | 5  | 47 | 20 | +27  |
| 4    | Transport United         | 21  | 14 | 6  | 3 | 5  | 23 | 19 | +4   |
| 5    | Paro United FC P         | 14  | 14 | 4  | 2 | 8  | 23 | 29 | -6   |
| 6    | High Quality United FC P | 13  | 14 | 4  | 1 | 9  | 28 | 32 | -4   |
| 7    | Tensung FC P             | 13  | 14 | 3  | 4 | 7  | 18 | 32 | -14  |
| 8    | Druk Star Football ClubP | 3   | 14 | 1  | 0 | 13 | 5  | 52 | -47  |

|  | Qualification pour la Coupe de l'AFC 2021     |
|  | Relégation en Super League                    |
|  | T : Tenant du titre P : Promu de Super League |

## Bilan de la saison
| Championnat du Bhoutan de football 2020 | |
| Champion                                | Thimphu City FC (2e titre) |
| Qualifications continentales            | |
| Coupe de l'AFC 2021                     | Thimphu City FC |
| Promotions et relégations               | |
| Promus en Premier League                | Les promotions se jouent en préambule de la prochaine saison, les clubs relégués cette saison peuvent donc être promus la prochaine saison |
| Relégués en Super League                | High Quality United FC |
| Relégués en Super League                | Druk Star Football Club |
| Relégués en Super League                | Tensung FC |